# José Pérez García (futbolista nacido en 1948)
José Pérez García (Madrid, España, 14 de marzo de 1948) es un exfutbolista español que se desempeñaba como defensa. Es el hermano del también futbolista Ángel Pérez García.

## Clubes
| Club                  | País   | Año       |
| --------------------- | ------ | --------- |
| Real Valladolid C. F. | España | 1971-1976 |
| Real Murcia C. F.     | España | 1977-1978 |